# 和泉友子
和泉 友子（いずみ ともこ　1962年1月17日 - ）は、1980年代前半期に活躍した日本の元タレント、歌手。東京都世田谷区出身（「大田区生まれ」の情報もあり）。過去の所属事務所は渡辺プロダクション。本名：清瀬 啓子（きよせ ひろこ）。

## 来歴・人物
公表されていたサイズ（1981年当時）は、身長163cm、体重49kg、B82cm、W60cm、H86cm。血液型A型。
趣味は読書、サーフィン、ジャズダンス、スケートボード、ローラースケート、ミッキーマウスの小物集め（1981年当時）、海辺の散歩（子供の頃から海が好きだったことから）。ウィンドサーフィンもやっていたことがある。特技は器械体操。
9歳の頃から8年間、池上本門寺の合唱団に所属、ソプラノを担当していた。中学2年生の時にKISSが好きで大のロックファンだったことからギターを始め、同じ頃に詩を書き始めていた。
東京都立城南高等学校卒業。高校生時代はガールズバンドを組んで活動、ギターとリード・ボーカルを担当。
子供の頃は保育士か添乗員に憧れていたことがあり、高校3年生の時には自分の進路について悩んでいたこともあったが、そんな時に雑誌でヤマハ・ボーカル・コースのオーディションを見て応募、一度は補欠合格に留まったが、再挑戦を試みて合格してデビューのきっかけをつかむ。作詞家の片桐和子のもとでレッスンを積み、1981年6月21日発売のシングル『青い水平線』（CBS・ソニー）で歌手デビュー。同年には、ほぼ同期で同じ事務所に所属していた速水陽子、若杉ひと美、沢田富美子と共に「ナベプロ四人娘」としても売り出された。デビューした1981年には、第7回日本テレビ音楽祭で新人賞候補、第14回新宿音楽祭銅賞、第12回日本歌謡大賞新人祭りにて優秀新人に当選と、賞レースに多くノミネートされた。
丸顔に大きな目から、レッスンを受けてもらった片桐和子に「日向ぼっこのコアラ」と言われるようになり、そこから「コアラちゃん」のニックネームが付いた。
1983年7月に渡辺プロ系列の事務所「クマ・スタジオ」に移籍。それ以降は目立った活動も無くなり、実質引退状態になったが、その後、ケイエスクリエイトから発売されたCD『不滅のテレビアニメ主題歌集 ～草原のマルコ・よあけのみち～』にて、『デリケートに好きして』（『魔法の天使クリィミーマミ』主題歌、オリジナル歌唱：太田貴子）をカバーして歌い、これに同曲が収録されている。

## ディスコグラフィー

### シングル
| 発売日         | レーベル    | 規格品番    | 面 | タイトル       | 作詞     | 作曲     | 編曲     |
| -------------- | ----------- | ----------- | -- | -------------- | -------- | -------- | -------- |
| 1981年6月21日  | CBS・ソニー | EP:07SH1005 | A  | 青い水平線     | 片桐和子 | 穂口雄右 | 穂口雄右 |
| 1981年6月21日  | CBS・ソニー | EP:07SH1005 | B  | 秋の気配       | 片桐和子 | 穂口雄右 | 穂口雄右 |
| 1981年10月21日 | CBS・ソニー | EP:07SH1068 | A  | 街角ロンリネス | 竜真知子 | 穂口雄右 | 穂口雄右 |
| 1981年10月21日 | CBS・ソニー | EP:07SH1068 | B  | よそ見しないで | 片桐和子 | 穂口雄右 | 穂口雄右 |

- 『青い水平線』は、オムニバスCD『フラワー・ポップスvol.2』（2000年11月5日発売、発売・販売元：新星堂）に収録されCD化されている。
- 『街角ロンリネス』は、オムニバスCD『フラワー・ポップス・シリーズ5 幻のビューティー・アイドル』（2001年11月10日発売、発売・販売元：新星堂）に収録されCD化されている。

### アルバム
| レーベル | 規格           | 規格品番 | アルバム | 備考                                                                     |
| -------- | -------------- | -------- | --- | ------------------------------------------------------------------------ |
| アポロン | カセットテープ | SZ-5287  | きみに声かけたくて A面 1. 初恋の人に似ている - 作詞：北山修 / 作曲：加藤和彦 / 編曲：山田直毅 2. 恋人志願 - 作詞：竜真知子 / 作曲・編曲：穂口雄右 3. フワフワ・バブル・ラブ - 作詞・作曲：かろい風多 / 編曲：山田直毅 4. 青い水平線 - 作詞：片桐和子 / 作曲・編曲：穂口雄右 B面 1. 秋の気配 - 作詞：片桐和子 / 作曲・編曲：穂口雄右 2. よそ見しないで - 作詞：片桐和子 / 作曲・編曲：穂口雄右 3. 落葉の物語 - 作詞：橋本淳 / 作曲：すぎやまこういち / 編曲：山田直毅 4. 街角ロンリネス - 作詞：竜真知子 / 作曲・編曲：穂口雄右 | カセットテープのみ発売。本人のメッセージ付。歌詞カードは本人直筆による。 |

## 出演

### テレビ
- クイズ・ドレミファドン! （フジテレビ　レギュラーアシスタント）
- 8時だョ!全員集合 （TBS）
- 新春水上大運動会 （TBS）
- 歌謡ドッキリ大放送!! （テレビ朝日）
- 世界おもしろネットワーク （テレビ東京）- キャスターとしてレギュラー出演[9]
他

### ラジオ
- 真夜中ギンギラ大放送 （ラジオ関西）
  - 木曜深夜出演。出演は1983年6月23日まで。次の6月30日放送分のための取材をしていたが、その後家に帰ってから電話で「（番組が）終わった」ことを知らされ（この番組自体は1983年7月以降も継続して1984年9月まで放送）、お別れの言葉も言えないまま交替させられたことで本人は「きつねにつままれたようで、ショックよりも、何でかなというのが先に立っちゃって」と話している[10]（この詳細については真夜中ギンギラ大放送#1983年7月の一部パーソナリティ交替劇の節も参照）。

### 映画
- アゲインスト むかい風 （1981年11月28日公開、東映セントラルフィルム）-　松永美津子 役

### CM
- ペプシコーラ[4]
- 吉田飼料『スイミー』

## 連載
- 月刊オートバイ（モーターマガジン社）「TOMOKOのフワフワバブルLOVE」